# 生方純一
生方 純一（うぶかた じゅんいち、1942年 - ）は日本の画家。公益社団法人二科会の理事長。群馬県出身。

## 経歴・人物
1942年、群馬県生まれ。
1965年、第50回二科展絵画部にて初入選となる。
1976年、太陽美術展において、パリ賞を受賞。
1977年、第62回二科展にて、銀賞を受賞。
同年、日伯現代美術展にて、日伯賞を受賞。
1978年、ル・サロンにて、ブロンズ賞を受賞。
1979年、ル・サロン(フランス）名誉賞を受賞。
1980年、第65回二科展　会友推挙。
1981年、ル・サロン　会員推挙。
1995年、第80回二科展　会員推挙。
同年、第30回現代美術選抜展（文化庁）に選抜される。
1999年、第84回二科展　会員賞を受賞。
2004年、日米交流150周年記念ニューヨーク・ハワイ展に選抜され出展。
2006年、第91回二科展にて、内閣総理大臣賞を受賞。
2012年、第97回二科展にて、「寓意」

## 参加団体・役職
- 公益社団法人二科会 会員・常務理事
- ル・サロン（フランス芸術家協会）会員
- 日本美術家連盟会 会員

「楽絵画教室」 & BITO横浜美術研究所において、絵画教室「生方純一教室」で講師を務める。